# Wilhelm Hauschild (Fotograf)
Wilhelm Hauschild (* 16. Januar 1902 in Breslau; † 7. April 1983 in Hannover) war ein deutscher Fotograf und gilt als Hannovers bedeutendster Pressefotograf.

## Leben

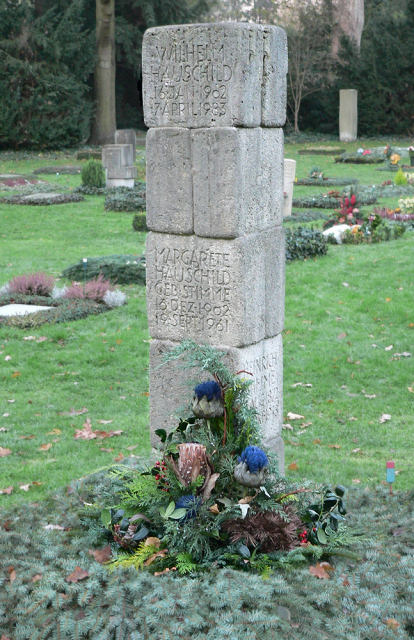
Grabstein auf dem Friedhof Engesohde

Hauschild war Sohn eines Maurers. Nach frühem Tod der Eltern wurde er 1916 Unteroffiziersschüler in Northeim, danach Reichswehrsoldat und ab 1918 Schreiber beim Generalkommando in der Adolfstraße in Hannover. Seit 1920 nahm er verschiedene Tätigkeiten bei hannoverschen Firmen an. Ab 1924 fertigte er Text- und Bildberichte für hannoversche Zeitungen. 1930 heiratete er Margarete Stimme und begann danach als freier Pressefotograf zu arbeiten. Eine seiner bekanntesten Fotografien entstand Anfang der 1930er Jahre am Königsworther Platz, wo kurz vor der Machtergreifung durch die Nationalsozialisten Menschenschlangen vor dem Arbeitsamt in der ehemaligen Ulanenkaserne stehen (heute dort das ehemalige Hochhaus der Conti, jetzt Universität). Am 20. Oktober 1937 beantragte er die Aufnahme in die NSDAP und wurde rückwirkend zum 1. Mai desselben Jahres aufgenommen (Mitgliedsnummer 5.217.487).
Nach einem Bombenangriff erschien 1943 im Verlag der Niedersächsischen Tageszeitung die Broschüre Das jüdische Verbrechen des 26. Juli 1943 – Hannovers zerstörte Kulturstätten, in der Fotos von Wilhelm Hauschild die „Schande des jüdischen Sadismus“ nach einem „Überfall nordamerikanischer Luftpiraten“ belegen sollten. Während der Luftangriffe auf Hannover wurde am 25. März 1945 sein gesamtes Fotoarchiv (ca. 4 Mio. Aufnahmen) in der Darwinstraße vernichtet. Nach 1945 war Hauschild  Fotoreporter, erst für die Alliierten, dann für hannoversche Firmen und schließlich vor allem für die Hannoversche Allgemeine Zeitung. Von 1966 bis 1978 erteilte er Fotokurse an der Volkshochschule Hannover. Der mehrfach ausgezeichnete Fotograf trug sich zwei Mal in das Goldene Buch der Stadt Hannover ein (1972 und 1977). Hauschild war eine populäre Gestalt im Leben der Stadt Hannover: der Fotograf mit Fliege, Baskenmütze und Metallleiter (für die Fotos aus „höherer Perspektive“).
Er starb 1983 bei seiner Arbeit, bei einem
Fototermin. Sein Grab befindet sich auf dem Stadtfriedhof Engesohde Hannover.

## Auszeichnungen
- 1967: Niedersächsisches Verdienstkreuz am Bande
- 1972: Stadtplakette Hannover

## Werke

### Nachlass
Obwohl rund 4 Millionen Aufnahmen von vor 1945 durch den Krieg vernichtet wurden, dokumentieren die erhaltenen Werke Hauschilds hannoversche Stadtgeschichte seit 1920. Sein Nachlass, zuletzt im Besitz der Verlagsgesellschaft Madsack, ist heute im Historischen Museum am Hohen Ufer archiviert. Die Urheberrechte liegen in der Familie von Hauschild.

### Bildbände
- Im Flüchtlingslager. Benthe, Buchholz, Empelde und Stöcken in den Jahren 1947/48. Fotos von Wilhelm Hauschild und Otto Umbehr (Umbo). Ausgewählt von Hans Christian Adam. Berlin-Kreuzberg: Nishen 1985. (Edition Photothek. 12) ISBN 3-88940-212-7
- Linden 1930–1980. Fotografien von Wilhelm Hauschild. [Band 1.] Hannover: TAK-Verlag 1995. ISBN 3-00-000283-9
- Linden 1930–1980. Fotografien von Wilhelm Hauschild. Band 2. Hannover: TAK-Verlag 1996. ISBN 3-00-000965-5
- Hannover. Fotografiert von Wilhelm Hauschild. Mit einem Vorwort und Bildbeschreibungen von Wolfgang Risse. Hannover: Leuenhagen & Paris 2001. ISBN 3-923976-37-2
- Ein alter Meister. Wilhelm Hauschilds fotografisches Vermächtnis. Aufgezeichnet von Hans-Peter Wiechers. Hannover: Madsack 2002.
- Jährliche Kalender mit Fotografien von Wilhelm Hauschild von der hannoverschen Buchhandlung Leuenhagen & Paris.